# Vallée d'Aspe
Pour les articles homonymes, voir Aspe.
Ne doit pas être confondu avec la vallée d'Aspé.
La vallée d'Aspe est une vallée des Pyrénées françaises située en Béarn dans le département des Pyrénées-Atlantiques en région Nouvelle-Aquitaine. Ses habitants sont les Aspois.

## Toponymie
Le nom d'Aspe est cité dès le XIe siècle comme Aspa. Selon Michel Grosclaude il pourrait s'agir d'une racine aquitaine *as signifiant « rocher » et le suffixe *pe, en dessous. Il est probable que le nom de la vallée est tiré d'Aspa Luca, l'ancien nom d'Accous sur l'itinéraire d'Antonin. Ce nom n'est pas un hydronyme car d'autres lieux portent un nom approchant : Aspet, Aspin, Azpa (Navarre, vers Pampelune). Son nom béarnais est Vath d'Aspa / Bat d'Aspe.

## Géographie

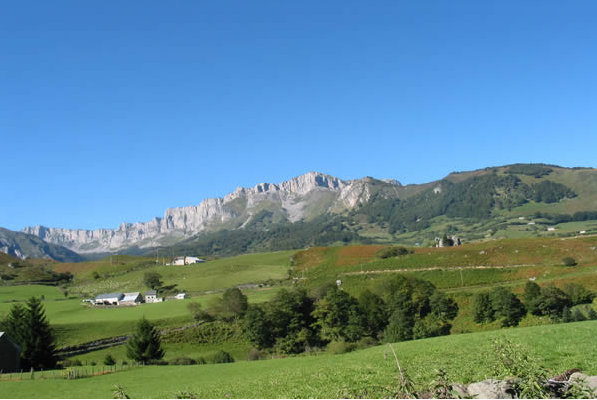
La vallée d'Aspe à Lescun

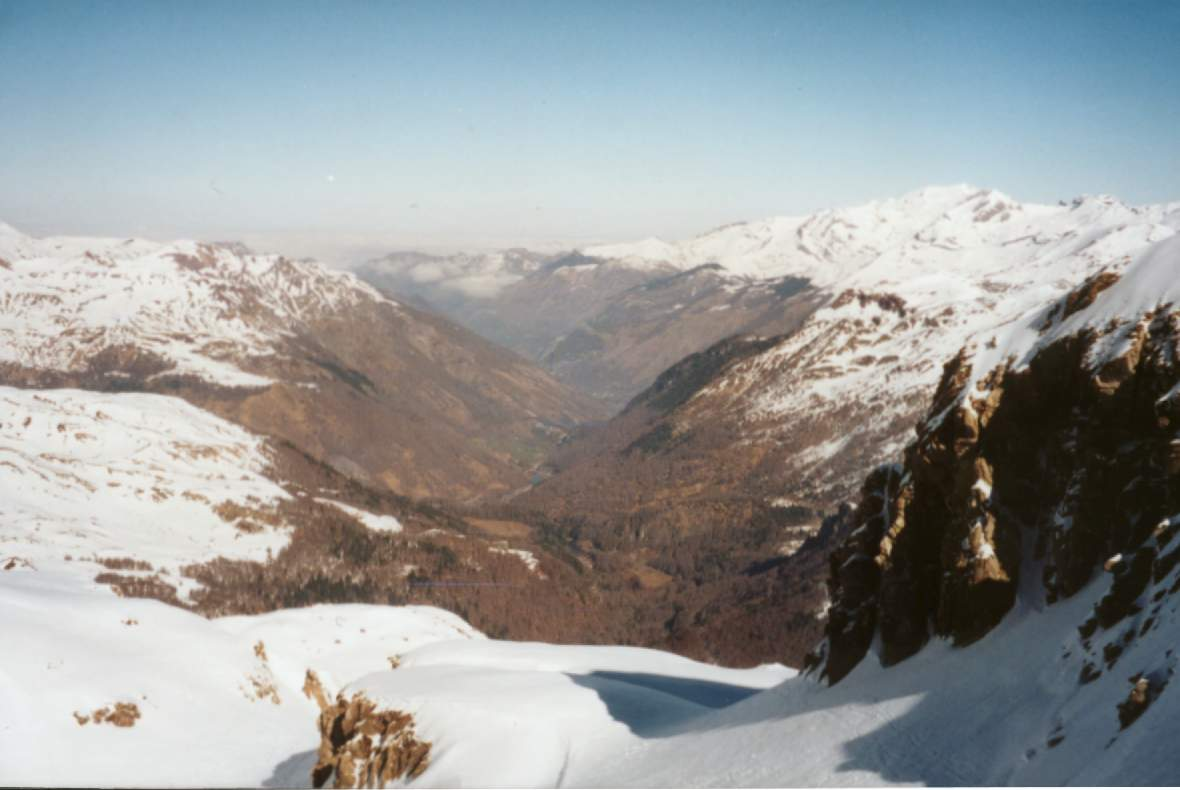
La vallée d'Aspe en Hiver, vue depuis le sommet de Candanchú

Située en Béarn c'est l'une des trois vallées du Haut-Béarn avec les vallées d'Ossau à l'est et de Barétous à l'ouest. Elle s'étire le long du gave d'Aspe sur près de 40 km, du village d'Escot jusqu'au col du Somport (1 632 m), marquant la frontière avec la vallée de l'Aragon, en Espagne.
Elle est composée des 13 communes suivantes, s'égrenant du nord au sud : Escot, Lourdios-Ichère, Sarrance, Bedous, Osse-en-Aspe, Aydius, Accous, Lées-Athas, Lescun, Cette-Eygun, Etsaut, Borce et Urdos.

### Faune et flore
La haute vallée d'Aspe abrite une partie du parc national des Pyrénées. Elle abrite aussi la seule population connue de Narcissus jacetanus en France.
Cette vallée encore très sauvage a longtemps été le refuge d'ours bruns pyrénéens. Aujourd'hui elle abrite le bouquetin ibérique réintroduit dans le parc en 2014.

## Linguistique
La langue propre de la vallée est le béarnais (au sein de l'ensemble des parlers gascons). Le parler de la vallée a des caractéristiques qui lui sont propres (aspois-barétounais) et d'autres qu'il partage avec les autres vallées pyrénéennes du domaine gascon, jusqu'au val d’Aran (sources de la Garonne) où le gascon qui lui est apparenté est une langue nationale d'Espagne.
Les spécificités de ce sous-dialecte aspois-barétounais sont dues au fait que jusqu'au XVIIIe siècle la langue parlée dans la vallée était le basque, tout comme dans la vallée de Barétous (où le basque a continué à y être parlé jusqu'au XIXe siècle dans les communes les plus au sud). Le dialecte aspois-barétounais comporte encore des mots, une phonétique et une morphologie qui révèlent fortement ce substrat basque récent.[réf. nécessaire]

## Histoire
Au-delà d'Urdos, la vallée d'Aspe s'ouvre sur la communauté autonome espagnole d'Aragon par le Somport, chemin de passage des pèlerins vers Saint-Jacques-de-Compostelle en Espagne. Cet axe de traversée des Pyrénées a vu passer croisés, pèlerins, hommes de guerre, commerçants, troupeaux et voyageurs par la route ou par le rail (jusqu'en 1970).
Traité de la Vesiau situant les bornes entre Haute Aspe et Haut Aragon.
Au XIIe siècle, un conflit opposa les habitants du Lavedan et ceux de la vallée d'Aspe pour une cause floue, vol de bestiaux ou bien remboursement oublié ; la conséquence fut la mort de plusieurs Aspois. L'évêque de Comminges, Bertrand excommunia les Bigourdans qui se repentirent et furent condamnés à payer à perpétuité et annuellement une amende le jour de la Saint Michel dans l'église de Saint-Savin. Elle fut régulièrement payée jusqu'en 1789.

Au XIXe siècle, la vallée d'Aspe connut une activité industrielle grâce à la forge construite à Urdos par Frédéric d'Abel.
La vallée d’Aspe est le théâtre d’une des luttes écologiques majeures des années 1990 contre l’aménagement de la route qui mène au tunnel routier du Somport et le tunnel en lui-même. Cette lutte culmine par une manifestation ayant rassemblé 8 000 participants venus d'Espagne et de toutes les régions de France organisée le 22 mai 1994 contre la construction de ce tunnel routier et pour la réouverture de la ligne ferroviaire.

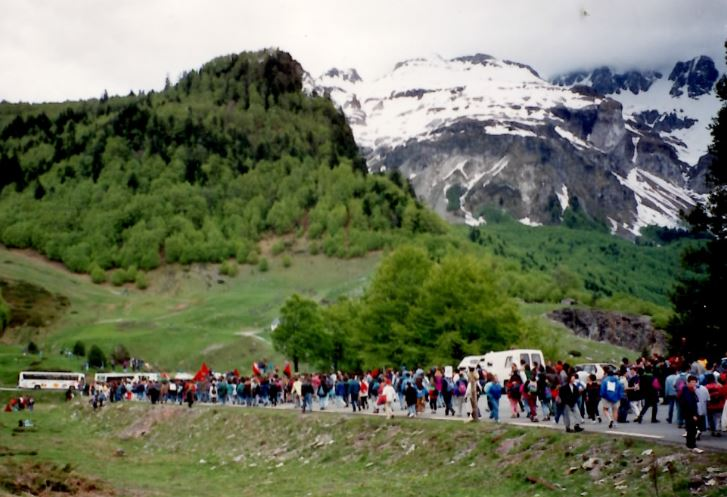
Manif Somport en 1994.
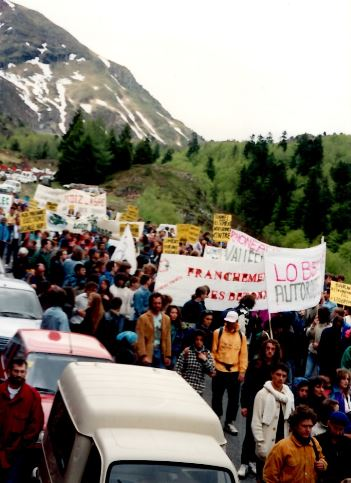
Manif Somport en 1994.
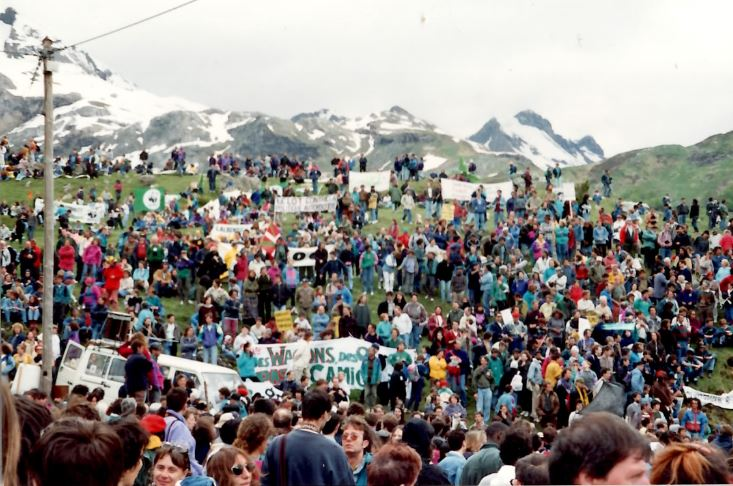
Manif Somport en 1994.
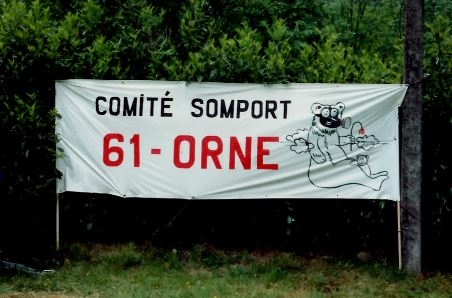
Comité Somport Orne.

Cette vallée subit les conséquences de l'exode rural. On n'y compte plus que 2 500 habitants.
Les liens avec la vallée de Canfranc sont encore actifs et semblent même renaître dans la dynamique européenne. À titre d'exemple, les offices de tourisme de la vallée d'Aspe et de Canfranc travaillent ensemble sur l'identification d'un espace touristique commun.

### Radelage

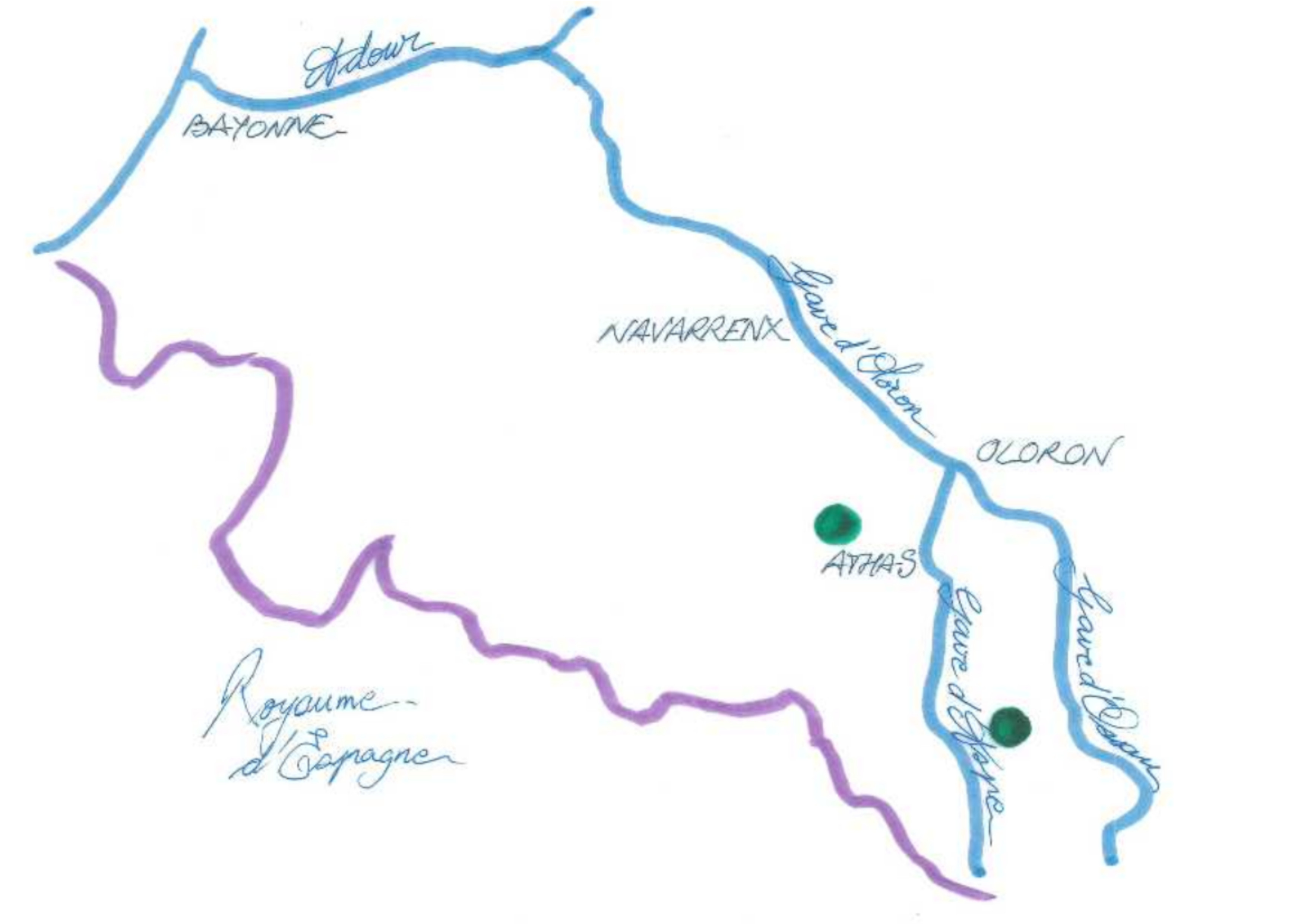
Représentation schématique du parcours des radeaux de la vallée d'Aspe au port de Bayonne.

Le flottage du bois a été une activité importante en vallée d'Aspe de 1758 à 1778 pour les besoins de la marine.
Après avoir été coupés, les troncs sont descendus jusqu'au gave d'Aspe où ils sont assemblés pour former des radeaux. Cet assemblage se réalise dans des bassins creusés à cet effet, comme le port d'Athas, un bassin de 96 × 32 × 1,60m en bordure du gave. Certains radeaux atteignent 100 pieds de long sur 14 pieds de large. Une fois arrivés à Navarrenx, les radeaux sont amarrés par groupe de douze pour gagner le port de Bayonne par l'intermédiaire du gave d'Oloron et de l'Adour.

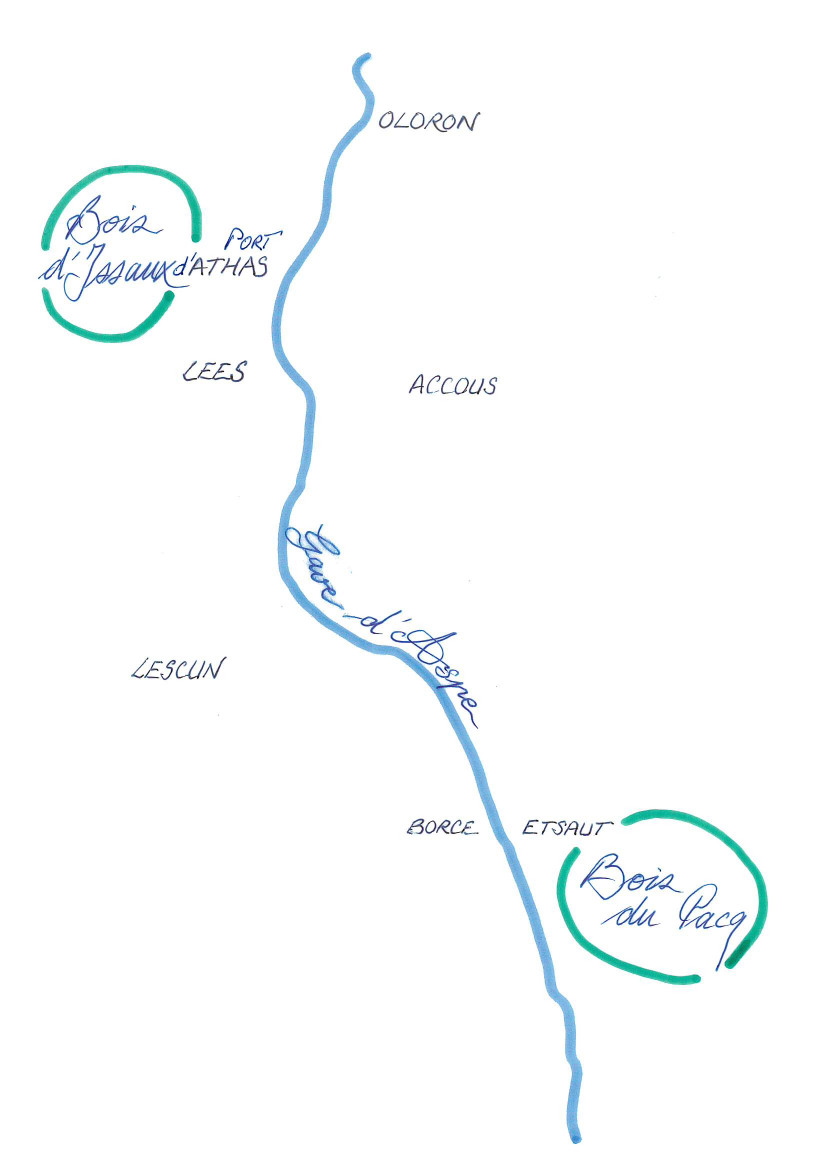
Les forêts d'Aspe exploitées pour le radelage.

Construit en 1772, le chemin de la Mâture d'Etsaut permit d'acheminer les mâts depuis le bois du Pacq.
Au début des années 1990, l'exploitation de la forêt d'Issaux a connu une courte résurrection. On y a coupé les deux mâts de La Recouvrance, la reconstitution d'une goélette du XIXe siècle dont les plans ont été conservés, en partie à Rochefort. Ces bois ont été dirigés vers les chantiers du Guip, à Brest.

## Tourisme
- L'écomusée de la vallée d'Aspe est constitué de 4 sites qui proposent une découverte du pastoralisme, de l'agriculture en montagne (Lourdios, Accous) de l'histoire du chemin de Saint-Jacques (Borce), de la légende de Notre-Dame-de-la-Pierre (Sarrance). L'écomusée[6] assure aussi une mission de conservation du patrimoine et d'animation culturelle du territoire.
- L'espace animalier de Borce où se côtoient en semi-liberté animaux de nos montagnes (isards, ours, etc.) et animaux domestiques. À voir aussi le village de Borce pour ses maisons à caractère médiéval.
- le cirque de Lescun émaillé de pics légendaires : aiguilles d'Ansabère, Table des Trois Rois, Pic d'Anie.
- le chemin de la Mâture taillé à même le roc : creusé dans la deuxième moitié du XVIIIe siècle pour exploiter la forêt du Pacq au-dessus d'Etsaut. Les grumes extraites de cette forêt allaient devenir des mâts de bateaux. Ces futurs mâts étaient ensuite transportés par flottage. Chaque année mi-mai, l'association de radeleurs des gaves d'Aspe et d'Oloron et l'écomusée organisent une reconstitution des radeaux et une démonstration de flottage.
- le fort du Portalet (dit fort d'Urdos bien que construit en presque totalité sur la commune de Etsaut) : le chantier de valorisation mené par la communauté de communes de la vallée d'Aspe, propriétaire du fort depuis 1999, est en cours.
- le val de Copen (9 ha) est un des sites du conservatoire régional des espaces naturels des Pyrénées.
- les fêtes et festivals : bien que peu peuplée, la vallée d'Aspe déborde de vie associative. Parmi les activités de ces associations, l'organisation de manifestation culturelles : festival des arts de la nature, contes et musiques[7], la transhumance à Lourdios-Ichère, la fête du fromage à Etsaut.

## Géologie
La vallée d'Aspe est une vallée glaciaire, comme en témoigne la présence d'un dépôt glaciaire sous la terrasse moyenne d'Agnos, de moraines latérale. Des buttes d'ophites, dont celle du Poey d’Accous, des calcaires de l'Ouillarisse et de la crête Arapoup marquant la plongée de la plaque ibérique sous la plaque eurasiatique sont visibles